# Nuoto ai campionati mondiali di nuoto 2015 - Staffetta 4x100 metri misti femminile
La staffetta 4x100 metri misti femminile si è svolta il 9 agosto 2015 presso la Kazan Arena e vi hanno preso parte 111 atleti, raggruppati in 25 squadre nazionali. Le batterie si sono svolte nella sessione mattutina, la finale in quella serale.

## Medaglie

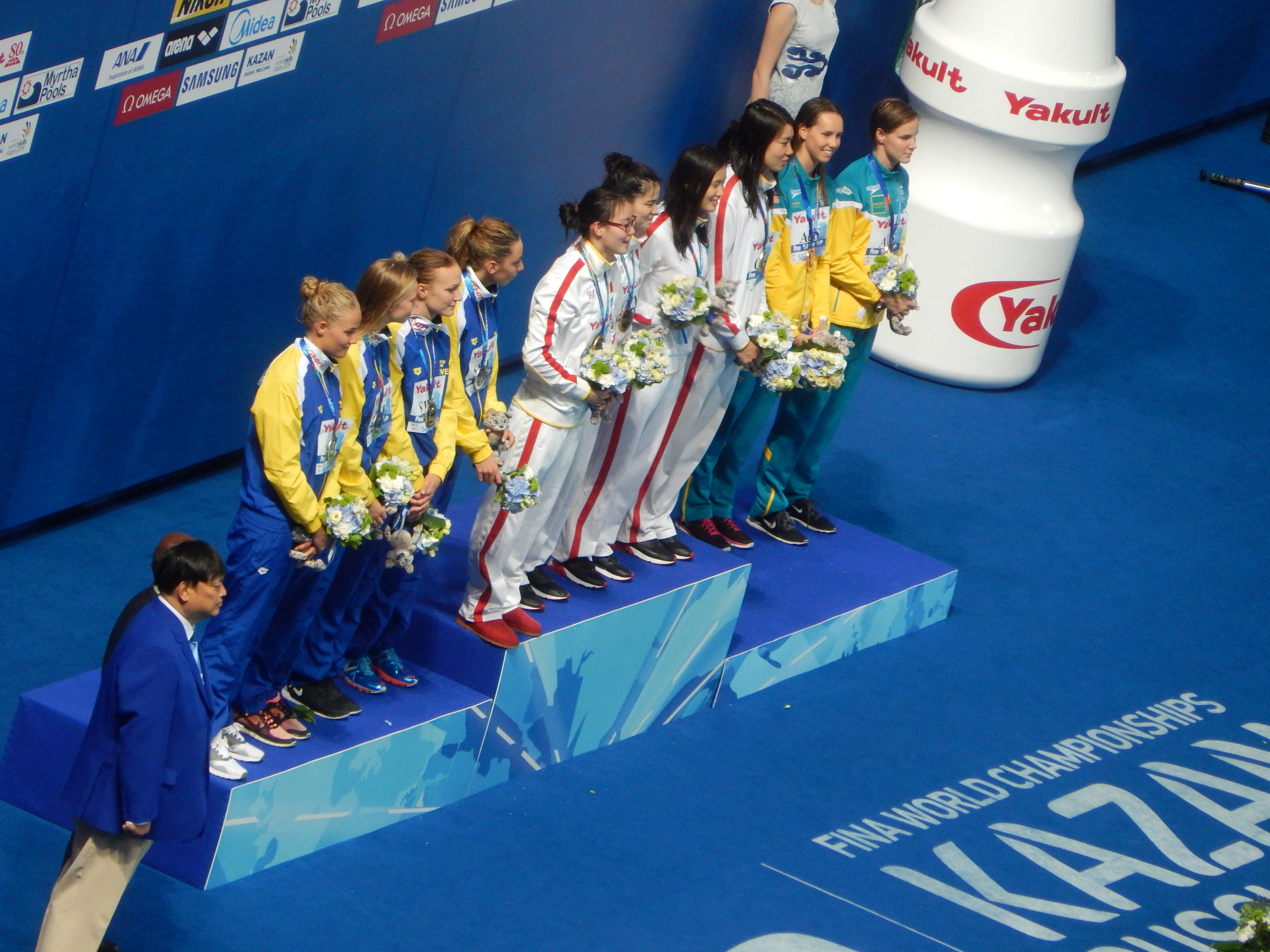
Medaglie

| Posizione | Nazione   | Atleti |
| --------- | --------- | --- |
| Oro       | Cina      | Fu Yuanhui Shi Jinglin Lu Ying Shen Duo Chen Xinyi* Qiu Yuhan*                                                         |
| Argento   | Svezia    | Michelle Coleman Jennie Johansson Sarah Sjöström Louise Hansson                                                        |
| Bronzo    | Australia | Emily Seebohm Taylor McKeown Emma McKeon Bronte Campbell Madison Wilson* Lorna Tonks* Madeline Groves* Melanie Wright* |

* Atleti che hanno partecipato solo alle batterie

## Record
Prima della manifestazione il record del mondo e il record dei campionati erano i seguenti:
| Record mondiale       | 3'52"05 | Stati Uniti | 4 agosto 2012 Londra, Gran Bretagna |
| Record dei campionati | 3'52"19 | Cina        | 1º agosto 2009 Roma, Italia         |

## Risultati

### Batterie
| Posizione | Batteria | Corsia | Nazione     | Atleti | Tempo   | Note |
| --------- | -------- | ------ | ----------- | --- | ------- | ---- |
| 1         | 1        | 7      | Cina        | Fu Yuanhui (59.24) Shi Jinglin (1:06.35) Chen Xinyi (57.42) Qiu Yuhan (54.03)                                                | 3:57.04 | Q    |
| 2         | 2        | 4      | Stati Uniti | Kathleen Baker (59.98) Micah Lawrence (1:07.10) Kendyl Stewart (56.86) Margo Geer (53.18)                                    | 3:57.12 | Q    |
| 3         | 1        | 6      | Svezia      | Michelle Coleman (1:00.55) Jennie Johansson (1:06.20) Sarah Sjöström (56.10) Louise Hansson (54.44)                          | 3:57.29 | Q    |
| 4         | 3        | 6      | Australia   | Madison Wilson (59.56) Lorna Tonks (1:07.34) Madeline Groves (58.18) Melanie Wright (52.87)                                  | 3:57.95 | Q    |
| 5         | 3        | 5      | Danimarca   | Mie Nielsen (59.67) Rikke Møller Pedersen (1:07.19) Jeanette Ottesen (57.37) Pernille Blume (54.15)                          | 3:58.38 | Q    |
| 6         | 2        | 1      | Canada      | Dominique Bouchard (1:00.39) Rachel Nicol (1:07.01) Noemie Thomas (57.55) Sandrine Mainville (54.07)                         | 3:59.02 | Q    |
| 7         | 1        | 2      | Regno Unito | Lauren Quigley (1:00.38) Siobhan-Marie O'Connor (1:06.75) Rachael Kelly (57.89) Rebecca Turner (55.00)                       | 4:00.02 | Q    |
| 8         | 3        | 3      | Giappone    | Sayaka Akase (1:01.55) Kanako Watanabe (1:07.07) Natsumi Hoshi (57.93) Miki Uchida (53.88)                                   | 4:00.43 | Q    |
| 9         | 3        | 1      | Italia      | Elena Gemo (1:01.21) Arianna Castiglioni (1:06.93) Ilaria Bianchi (58.25) Erika Ferraioli (54.53)                            | 4:00.92 |      |
| 10        | 2        | 7      | Russia      | Daria Ustinova (1:00.13) Vitalina Simonova (1:07.14) Nataliya Lovtsova (59.39) Veronika Popova (54.46)                       | 4:01.12 |      |
| 11        | 3        | 0      | Germania    | Lisa Graf (1:01.19) Vanessa Grimberg (1:07.71) Alexandra Wenk (57.87) Annika Bruhn (54.63)                                   | 4:01.40 |      |
| 12        | 2        | 3      | Francia     | Béryl Gastaldello (1:00.60) Charlotte Bonnet (1:09.08) Marie Wattel (57.77) Anna Santamans (54.68)                           | 4:02.13 |      |
| 13        | 2        | 0      | Finlandia   | Mimosa Jallow (1:00.64) Jenna Laukkanen (1:07.10) Emilia Pikkarainen (59.47) Hanna-Maria Seppälä (55.09)                     | 4:02.30 |      |
| 14        | 2        | 2      | Brasile     | Etiene Medeiros (1:01.25) Jhennifer Conceição (1:09.28) Daynara de Paula (58.54) Larissa Oliveira (54.17)                    | 4:03.24 |      |
| 15        | 1        | 5      | Rep. Ceca   | Simona Baumrtová (1:00.88) Petra Chocová (1:07.80) Lucie Svěcená (59.96) Anna Kolářová (54.80)                               | 4:03.44 |      |
| 16        | 3        | 9      | Spagna      | Duane Da Rocha (1:01.63) Jessica Vall (1:07.30) Judit Ignacio Sorribes (59.15) Melani Costa (55.83)                          | 4:03.91 |      |
| 17        | 1        | 4      | Grecia      | Theodora Drakou (1:01.35) Aikaterini Sarakatsani (1:08.80) Anna Ntountounaki (58.49) Theodora Giareni (55.65)                | 4:04.29 |      |
| 18        | 1        | 3      | Polonia     | Alicja Tchórz (1:00.88) Dominika Sztandera (1:09.26) Anna Dowgiert (59.91) Katarzyna Wilk (54.38)                            | 4:04.43 |      |
| 18        | 2        | 5      | Islanda     | Eygló Ósk Gústafsdóttir (1:00.42) Hrafnhildur Lúthersdóttir (1:06.99) Jóhanna Gústafsdóttir (1:01.88) Bryndis Hansen (55.14) | 4:04.43 |      |
| 20        | 3        | 7      | Hong Kong   | Stephanie Au (1:00.95) Siobhán Haughey (1:08.70) Sze Hang Yu (59.60) Camille Cheng (55.29)                                   | 4:04.54 |      |
| 21        | 3        | 8      | Turchia     | Halime Zülal Zeren (1:03.21) Viktoriya Zeynep Gunes (1:06.99) Gizem Bozkurt (1:00.94) Ekaterina Avramova (55.20)             | 4:06.34 |      |
| 22        | 3        | 2      | Venezuela   | Jeserik Pinto (1:04.66) Mercedes Toledo (1:10.06) Isabella Páez (1:00.57) Arlene Semeco (56.45)                              | 4:11.74 |      |
| 23        | 2        | 6      | Singapore   | Quah Ting Wen (1:05.26) Samantha Yeo (1:11.24) Marina Chan (1:02.36) Amanda Lim (58.40)                                      | 4:17.26 |      |
| 24        | 2        | 8      | Messico     | Lourdes Villaseñor (1:05.34) Daniela Carrillo (1:10.55) Sharo Rodríguez (1:03.41) Montserrat Ortuño (59.85)                  | 4:19.15 |      |
| 25        | 2        | 9      | Moldavia    | Tatiana Perstniova (1:04.57) Tatiana Chișca (1:12.61) Alexandra Vinicenco (1:08.45) Mihaela Bat (1:00.92)                    | 4:26.55 |      |
|           | 3        | 4      | Paesi Bassi | Sharon van Rouwendaal Moniek Nijhuis Inge Dekker Femke Heemskerk                                                             |         | DNS  |

### Finale
| Posizione | Corsia | Nazione     | Atleti                                                                                               | Tempo   | Note |
| --------- | ------ | ----------- | --- | ------- | ---- |
| 1         | 4      | Cina        | Fu Yuanhui (59.29) Shi Jinglin (1:05.56) Lu Ying (56.56) Shen Duo (53.00)                            | 3:54.41 |      |
| 2         | 3      | Svezia      | Michelle Coleman (1:00.74) Jennie Johansson (1:05.63) Sarah Sjöström (55.28) Louise Hansson (53.59)  | 3:55.24 | EU   |
| 3         | 6      | Australia   | Emily Seebohm (58.81) Taylor McKeown (1:07.38) Emma McKeon (57.59) Bronte Campbell (51.78)           | 3:55.56 |      |
| 4         | 5      | Stati Uniti | Missy Franklin (59.81) Jessica Hardy (1:06.32) Kendyl Stewart (57.24) Simone Manuel (53.39)          | 3:56.76 |      |
| 5         | 2      | Danimarca   | Mie Nielsen (59.47) Rikke Møller Pedersen (1:07.17) Jeanette Ottesen (56.50) Pernille Blume (54.47)  | 3:57.61 |      |
| 6         | 7      | Canada      | Dominique Bouchard (59.80) Rachel Nicol (1:07.00) Katerine Savard (57.28) Sandrine Mainville (53.88) | 3:57.96 |      |
|           | 1      | Regno Unito | Lauren Quigley (59.84) Siobhan-Marie O'Connor Rachael Kelly Francesca Halsall                        |         | DSQ  |
|           | 8      | Giappone    | Sayaka Akase (1:00.88) Kanako Watanabe Natsumi Hoshi Miki Uchida                                     |         | DSQ  |